# Total cost of ownership
Total Cost of Ownership (forkortet TCO) - på dansk "Totalomkostninger ved ejerskab", på dansk også kaldt totaløkonomi, er en beregningsmetode, der bruges til at vurdere de samlede omkostninger ved at eje og anvende et produkt eller en tjeneste over hele dets levetid. TCO inkluderer ikke kun den oprindelige købspris, men også omkostninger som vedligeholdelse, reparationer, drift, softwarelicenser og eventuelle omkostninger ved udskiftning eller opgradering. Ved at vurdere TCO kan man få en bedre forståelse af de samlede omkostninger og tage mere informerede beslutninger om investeringer eller indkøb.